# Calandra
A Calandra a Debreceni Egyetemen működő progresszív rockzenekar volt.

## Történet
A Calandra (az első időkben Kalandra) zenekar 1988-ban alakult Debrecenben a Kossuth Lajos Tudományegyetem nagyerdei Benczúr Gyula Kollégiumában. 
Az első felállásban (1988. szeptember – 1989. január) Bani József (szaxofon) és Könyves Péter (billentyűs hangszerek) színesítették a hangzást. 1989 októberében a zenekarhoz csatlakozott Nagy Gábor gitáros (harmadik felállás). Perjéssy-Horváth Barnabás 1990 decemberében kilépett, utódja Deák Szabolcs lett a doboknál (negyedik felállás).
Működésük három éve alatt főként egyetemi és főiskolai klubokban, művelődési házakban léptek fel, gólyabálokon, egyetemi napokon, szakesteken, s volt egy saját klubjuk is Sha-Rockház néven. Igényes hangszerelésű dalaikban az egyetemi fiatalok életérzését fejezték ki, „felhőtlen értelmiségi rockot játszottak”. „Dalaikban nem bukkantak fel világmegváltó gondolatok, nem késztettek senkit arra, hogy magába forduljon és szomorkodjon, viszont korukhoz képest megfelelő biztonsággal kezelték hangszereiket.” A szövegeket az énekes, Szűcs Tamás írta. 1989-ben bemutatkoztak az XIV. EFOTT-on.
1990-ben bejutottak az Amatőr Rockzenekarok Országos Találkozójának (AORTA) döntőjébe. Ezt követően meghívást kaptak a tokaji II. Nemzetközi Rock Gyermekei Táborba. A táborban Gidófalvy Attila zenei rendezésével rádiófelvételt készítettek, és felléptek a Tokaj főterén rendezett koncerten. 1991. október 15-én Nyulász Péter búcsúkoncertet tartott, amely egyben a zenekar felbomlását is előrevetítette. Az utolsó koncerteket követően, az év végén Nagy Gábor és Tóth Péter belépett a Wayang zenekarba. „Utódzenekaruk, a lírai, zongorafutamokkal bőven meghintett okos zenét játszó Wayang aztán a debreceni színtér egyik legizgalmasabb, legkorrektebb bandájává nőtte ki magát a kilencvenes években.”
A Calandra 1993-ban már mint megszűnt együttes játszott a Kossuth Egyetemi Napokon (KEN ’93) a Wayang zenekarral. Utolsó alkalommal 1996-ban koncerteztek az 1. Debreceni Ifjúsági Napok rendezvényen Debrecenben.

## Felvételek
A Pódium Műhely Egyesület Stúdiójában készült demófelvételük 1990-ben és 1991-ben, mely elhangzott a Magyar Rádió debreceni stúdiója, a Petőfi, illetve a Szabad Európa Rádió műsorában.
1996-os, utolsó koncertjüket rögzítette a Magyar Rádió debreceni stúdiója.

## Dokumentumregény
2017-ben jelent meg Perjéssy-Horváth Barnabás dokumentumregénye a zenekar történetéről Határsáv – A debreceni Calandra zenekar és kora címmel. A szerző egykori zenekarának történetét írta meg, egyben az egyetemi éveit is felidézte, amely a rendszerváltozás időszakára esett. Így nemcsak egy zenekar működését – és a korabeli debreceni zenei és klubéletet – dokumentálta egy regényben, műve memoárként, illetve "rendszerváltozás-történetként" is olvasható.